# Chamaemyces alphitophyllus
Chamaemyces alphitophyllus är en svampart som först beskrevs av Berk. & M.A. Curtis, och fick sitt nu gällande namn av William Alphonso Murrill 1909. Chamaemyces alphitophyllus ingår i släktet Chamaemyces och familjen Agaricaceae.   Inga underarter finns listade i Catalogue of Life.